# Dorotea Elisabetta Christiansdatter
Dorotea Elisabetta di Schleswig-Holstein (Kronborg, 1º settembre 1629 – Colonia, 18 marzo 1687) è stata una contessa danese.

## Biografia
Era figlia di Cristiano IV di Danimarca, re di Danimarca e Norvegia, e della seconda moglie Kirsten Munk.
Il matrimonio dei suoi genitori avvenne morganaticamente; pertanto sia lei che i suoi nove fratelli non poterono vantare il titolo di principi, ma portarono solo quello di "conti di Schleswig-Holstein".
I suoi genitori divorziarono nel 1630, in quanto Cristiano IV accusò la moglie di tradirlo con altri uomini.
Frutto del tradimento, a detta del re, sarebbe proprio stata la nascita di Elisabetta Dorotea, ultima dei dieci figli della coppia. 
Dorotea rimase pertanto figlia illegittima per lungo tempo, in quanto suo padre si rifiutò di riconoscerla. La giovane nel 1637 si recò ad Amburgo e poi decise di entrare in convento a Colonia. Si convertì al Cattolicesimo e divenne monaca agostiniana nel 1646.
Il re si decise a legittimizzarla nel 1648.

## Ascendenza
|                                          |   |                                   | Genitori                           |  |  | Nonni |  |  | Bisnonni                   |  |  | Trisnonni               |  |
|                                          |   |                                   |                                    |  |  |       |  |  | Cristiano III di Danimarca |  |  | Federico I di Danimarca |  |
|                                          |   |                                   |                                    |  |  |       |  |  | Cristiano III di Danimarca |  |  | Federico I di Danimarca |  |
|                                          |   | Anna del Brandeburgo              |                                    |  |  |       |  |  | Cristiano III di Danimarca |  |  |                         |  |
| Federico II di Danimarca                 |   |                                   |                                    |  |  |       |  |  | Cristiano III di Danimarca |  |  |                         |  |
|                                          |   | Dorotea di Sassonia-Lauenburg     | Magnus I di Sassonia-Lauenburg     |  |  |       |  |  |                            |  |  |                         |  |
|                                          |   | Dorotea di Sassonia-Lauenburg     | Magnus I di Sassonia-Lauenburg     |  |  |       |  |  |                            |  |  |                         |  |
|                                          |   | Dorotea di Sassonia-Lauenburg     | Caterina di Braunschweig-Lüneburg  |  |  |       |  |  |                            |  |  |                         |  |
| Cristiano IV di Danimarca                |   | Dorotea di Sassonia-Lauenburg     |                                    |  |  |       |  |  |                            |  |  |                         |  |
|                                          |   | Ulrico III di Meclemburgo-Güstrow | Alberto VII di Meclemburgo-Güstrow |  |  |       |  |  |                            |  |  |                         |  |
|                                          |   | Ulrico III di Meclemburgo-Güstrow | Alberto VII di Meclemburgo-Güstrow |  |  |       |  |  |                            |  |  |                         |  |
|                                          |   | Ulrico III di Meclemburgo-Güstrow | Anna di Brandeburgo                |  |  |       |  |  |                            |  |  |                         |  |
| Sofia di Meclemburgo-Güstrow             |   | Ulrico III di Meclemburgo-Güstrow |                                    |  |  |       |  |  |                            |  |  |                         |  |
|                                          |   | Elisabetta di Danimarca           | Federico I di Danimarca            |  |  |       |  |  |                            |  |  |                         |  |
|                                          |   | Elisabetta di Danimarca           | Federico I di Danimarca            |  |  |       |  |  |                            |  |  |                         |  |
|                                          |   | Elisabetta di Danimarca           | Sofia di Pomerania                 |  |  |       |  |  |                            |  |  |                         |  |
| Dorotea Elisabetta di Schleswig-Holstein |   | Elisabetta di Danimarca           |                                    |  |  |       |  |  |                            |  |  |                         |  |
|                                          | … | …                                 |                                    |  |  |       |  |  |                            |  |  |                         |  |
|                                          | … | …                                 |                                    |  |  |       |  |  |                            |  |  |                         |  |
|                                          | … | …                                 |                                    |  |  |       |  |  |                            |  |  |                         |  |
| Ludwig Munk                              | … |                                   |                                    |  |  |       |  |  |                            |  |  |                         |  |
|                                          |   | …                                 | …                                  |  |  |       |  |  |                            |  |  |                         |  |
|                                          |   | …                                 | …                                  |  |  |       |  |  |                            |  |  |                         |  |
|                                          |   | …                                 | …                                  |  |  |       |  |  |                            |  |  |                         |  |
| Kirsten Munk                             |   | …                                 |                                    |  |  |       |  |  |                            |  |  |                         |  |
|                                          |   | …                                 | …                                  |  |  |       |  |  |                            |  |  |                         |  |
|                                          |   | …                                 | …                                  |  |  |       |  |  |                            |  |  |                         |  |
|                                          |   | …                                 | …                                  |  |  |       |  |  |                            |  |  |                         |  |
| Ellen Marsvin                            |   | …                                 |                                    |  |  |       |  |  |                            |  |  |                         |  |
|                                          |   | …                                 | …                                  |  |  |       |  |  |                            |  |  |                         |  |
|                                          |   | …                                 | …                                  |  |  |       |  |  |                            |  |  |                         |  |
|                                          |   | …                                 | …                                  |  |  |       |  |  |                            |  |  |                         |  |
|                                          |   | …                                 |                                    |  |  |       |  |  |                            |  |  |                         |  |